# Coupe d'Asie de l'Est de football 2017
Navigation
Chine 2015 Corée du Sud 2019
La Coupe d'Asie de l'Est de football 2017 est la 7e édition de la compétition de football opposant les équipes des pays et territoires situés en Asie de l'Est. Elle est organisée par la Fédération de football d'Asie de l'Est (EAFF).
Comme pour les éditions précédentes, les équipes nationales de Chine, de Corée du Sud et du Japon sont automatiquement qualifiées pour la phase finale. 
Le premier tour voit s'affronter Macao, Taïwan, la Mongolie et les Îles Mariannes du Nord, tournoi joué à Guam. Le vainqueur de ce premier tour rejoint Hong Kong, Guam et la Corée du Nord au deuxième tour, disputé à Taïwan, dont le vainqueur obtient son billet pour la phase finale à 4, organisée cette année au Japon. La phase finale est disputée dans un championnat à quatre, chaque équipe affrontant une seule fois les trois autres. L'équipe qui a le plus de points au classement remporte le trophée.

## Équipes participantes
- Engagées au premier tour :
  -  Mongolie
  -  Îles Mariannes du Nord
  -  Macao
  -  Taipei chinois

- Entrent au deuxième tour :
  -  Hong Kong
  -  Corée du Nord
  -  Guam

Équipes participantes

- Entrent directement en phase finale :
  -  Corée du Sud
  -  Japon - Pays organisateur
  -  Chine

## Premier tour
Les 4 sélections participant au premier tour de qualification sont regroupées au sein d'un groupe où chacun joue une fois contre tous ses adversaires. Le premier tour est disputé au GFA National Training Center à Dededo, sur l'île de Guam.
|   | Équipe                 | Pts | J | G | N | P | BP | BC | Diff |
| - | ---------------------- | --- | - | - | - | - | -- | -- | ---- |
| 1 | Taipei chinois         | 9   | 3 | 3 | 0 | 0 | 13 | 3  | +10  |
| 2 | Mongolie               | 4   | 3 | 1 | 1 | 1 | 10 | 4  | +6   |
| 3 | Macao                  | 4   | 3 | 1 | 1 | 1 | 7  | 6  | +1   |
| 4 | Îles Mariannes du Nord | 0   | 3 | 0 | 0 | 3 | 2  | 19 | -17  |

| 30 juin   | Macao                  | 2 | 2 | Mongolie               |
| 30 juin   | Taipei chinois         | 8 | 1 | Îles Mariannes du Nord |
| 2 juillet | Îles Mariannes du Nord | 1 | 3 | Macao                  |
| 2 juillet | Mongolie               | 0 | 2 | Taipei chinois         |
| 4 juillet | Îles Mariannes du Nord | 0 | 8 | Mongolie               |
| 4 juillet | Taipei chinois         | 3 | 2 | Macao                  |

## Deuxième tour
Taïwan rejoint les 3 équipes qualifiées d'office pour le deuxième tour, Guam, Hong Kong et la Corée du Nord. Les 4 sélections sont regroupées au sein d'un groupe où chacun joue une fois contre tous ses adversaires. Le second tour se jouera au Mong Kok Stadium à Hong Kong, entre le 6 et le 12 novembre 2016.
|   | Équipe         | Pts | J | G | N | P | BP | BC | Diff |
| - | -------------- | --- | - | - | - | - | -- | -- | ---- |
| 1 | Corée du Nord  | 9   | 3 | 3 | 0 | 0 | 5  | 0  | +5   |
| 2 | Hong Kong      | 6   | 3 | 2 | 0 | 1 | 7  | 5  | +2   |
| 3 | Taipei chinois | 3   | 3 | 1 | 0 | 2 | 4  | 6  | -2   |
| 4 | Guam           | 0   | 3 | 0 | 0 | 3 | 2  | 7  | -5   |

| 6 novembre 2016  | Corée du Nord  | 2 | 0 | Taipei chinois |
|                  | Hong Kong      | 3 | 2 | Guam           |
| 9 novembre 2016  | Corée du Nord  | 2 | 0 | Guam           |
|                  | Hong Kong      | 4 | 2 | Taipei chinois |
| 12 novembre 2016 | Taipei chinois | 2 | 0 | Guam           |
|                  | Corée du Nord  | 1 | 0 | Hong Kong      |

## Phase finale
La compétition va se dérouler au stade Ajinomoto à Tokyo au Japon, du 9 au 16 décembre 2017.
Corée du Nord rejoint les 3 équipes qualifiées d'office pour la phase finale, le Japon, la Chine et la Corée du Sud, tenante du titre. Les 4 sélections sont regroupées au sein d'un groupe où chacun joue une fois contre tous ses adversaires. La phase finale est disputée à Tokyo, au Japon.
|   | Équipe        | Pts | J | G | N | P | BP | BC | Diff |
| - | ------------- | --- | - | - | - | - | -- | -- | ---- |
| 1 | Corée du Sud  | 7   | 3 | 2 | 1 | 0 | 7  | 3  | +4   |
| 2 | Japon         | 6   | 3 | 2 | 0 | 1 | 4  | 5  | -1   |
| 2 | Chine         | 2   | 3 | 0 | 2 | 1 | 4  | 5  | -1   |
| 4 | Corée du Nord | 1   | 3 | 0 | 1 | 2 | 1  | 3  | -2   |

| 9 décembre 2017  | Chine        | 2 | 2 | Corée du Sud  |
| 9 décembre 2017  | Japon        | 1 | 0 | Corée du Nord |
| 12 décembre 2017 | Chine        | 1 | 2 | Japon         |
| 12 décembre 2017 | Corée du Sud | 1 | 0 | Corée du Nord |
| 16 décembre 2017 | Chine        | 1 | 1 | Corée du Nord |
| 16 décembre 2017 | Corée du Sud | 4 | 1 | Japon         |

| 9 décembre 2017 | Corée du Sud                         | 2 - 2 | Chine                        | Ajinomoto Stadium, Tokyo |  |
| 16:30           | Kim Shin-wook 12e · Lee Jae-sung 19e |       | Wei Shihao 9e · Yu Dabao 76e |                          |  |
| 16:30           | (Rapport)                            |       |                              |                          |  |

| 9 décembre 2017 | Japon                 | 1 - 0 | Corée du Nord | Ajinomoto Stadium, Tokyo |  |
| 19:30           | Ideguchi 90+3e (pen.) |       |               |                          |  |
| 19:30           | (Rapport)             |       |               |                          |  |

| 12 décembre 2017 | Corée du Nord | 0 - 1 | Corée du Sud           | Ajinomoto Stadium, Tokyo |  |
| 16:30            |               |       | Ri Yong-chol 64e (csc) |                          |  |

| 12 décembre 2017 | Japon                     | 2 - 1 | Chine                 | Ajinomoto Stadium, Tokyo |  |
| 19:30            | Kobayashi 84e · Shoji 88e |       | Yu Dabao 90+3e (pen.) |                          |  |

| 16 décembre 2017 | Chine          | 1 - 1 | Corée du Nord    | Ajinomoto Stadium, Tokyo |  |
| 16:30            | Wei Shihao 28e |       | Jong Il-gwan 80e |                          |  |

| 16 décembre 2017 | Corée du Sud                                                 | 4 - 1 | Japon               | Ajinomoto Stadium, Tokyo |  |
| 19:30            | Kim Shin-wook 13e 35e · Jung Woo-young 23e · Yeom Ki-hun 70e |       | Kobayashi 3e (pen.) |                          |  |

| Coupe d'Asie de l'Est 2017 Vainqueur Corée du Sud 4e titre |